# Cane da pastore

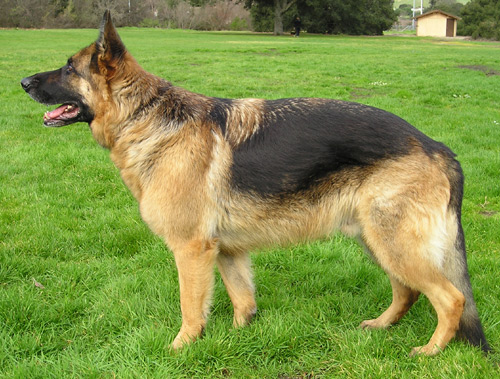
Cane da pastore tedesco - razza canina di "Pastore Conduttore".

Con la locuzione cane da pastore si indicano alcune razze canine che nel tempo hanno sviluppato caratteristiche comportamentali e innate capacità operative tali da risultare particolarmente utili nell'ausilio all'uomo per le attività di allevamento.

## Descrizione
Una distinzione fondamentale va fatta tra le due tipologie di cane da pastore:
1. il "pastore conduttore" o "cane paratore", solitamente di taglia media e tipologia lupoide, adibito appunto alla conduzione del bestiame (è il caso del Collie, come il Pastore Scozzese e il Border Collie, o del pastore bergamasco);
2. il "pastore custode", di taglia grande o gigante e tipologia molossoide, il cui compito è la protezione del gregge da ladri di bestiame e predatori (citiamo il cane da montagna dei Pirenei e l'italiano pastore maremmano abruzzese). Il gruppo dei "pastori custodi" coincide in gran parte con quello dei cani da montagna.

L'uso del cane, come importantissimo supporto nella pastorizia (donde il nome), è di antichissima origine ed esemplifica al meglio la condizione biologica della simbiosi mutualistica complessa, nella quale il reciproco beneficio (fra uomo e cane) proviene dalla forma mediata della prestazione di lavoro.

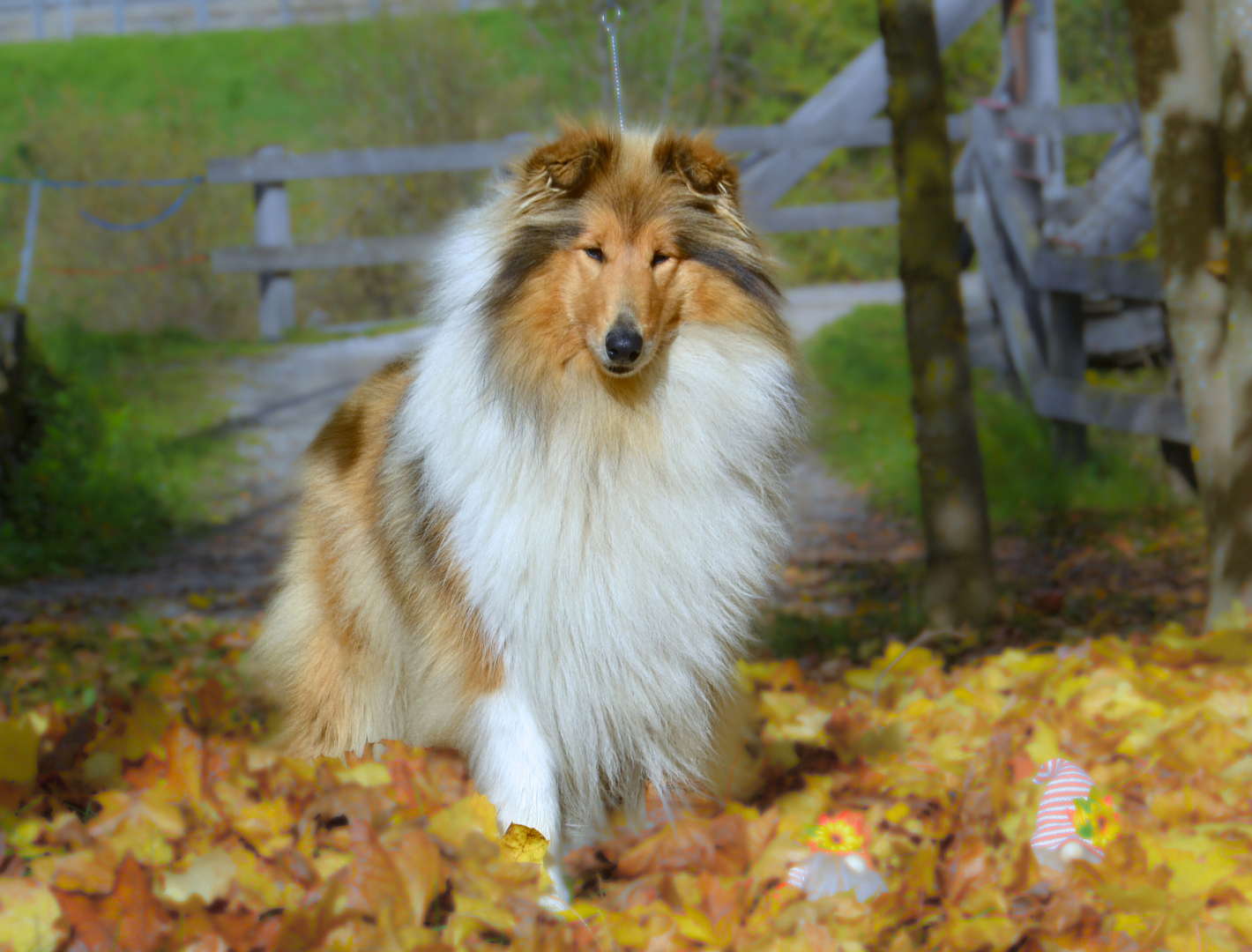
Rough Collie "Pastore Conduttore"

### Pastore conduttore

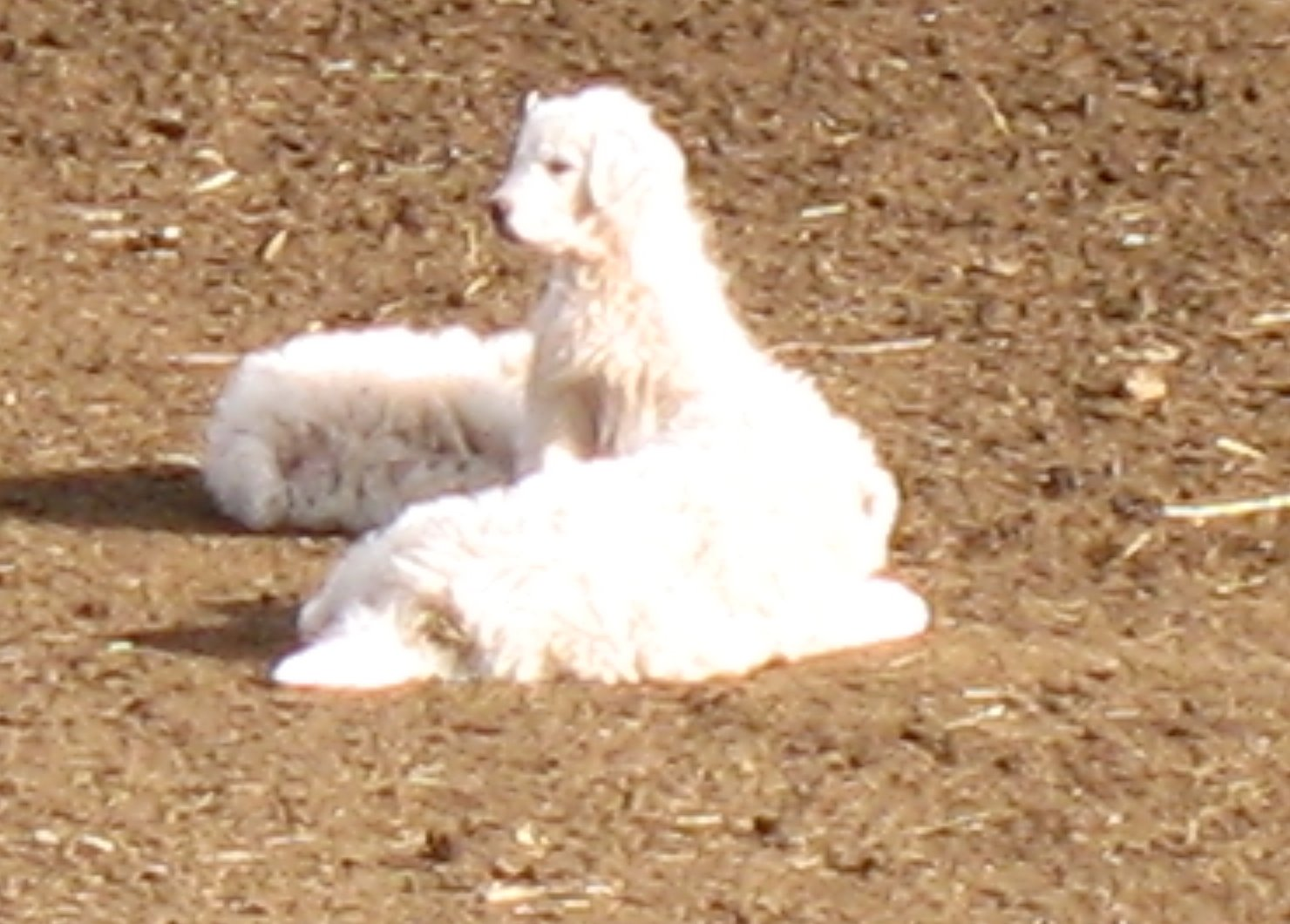
Cane da pastore maremmano-abruzzese

Nello svolgimento del suo ruolo, il pastore-conduttore mette in atto sequenze di comportamenti che si possono facilmente ricondurre alle diverse fasi della caccia, dall'accerchiamento del gregge al progressivo restringimento del perimetro, al fine di compattare il gruppo, lasciando una "via di fuga" verso la destinazione voluta (il lupo incaricato di abbattere la preda nel caso della caccia, o l'ovile dove rinchiudere il gregge per il pastore). Allo stesso modo la procedura che consente al cane di separare (su richiesta del conduttore) alcuni soggetti dal resto del gregge, richiama le tecniche di isolamento della "preda prescelta" nel lupo. L'incredibile frutto del millenario lavoro di selezione operato dall'uomo è il fatto che questi "rituali" di caccia vengano arrestati prima del momento finale dell'abbattimento della "preda". Le razze selezionate per il lavoro con bovini e suini arrivano a mordere i capi da gestire (solitamente al muso o ai garretti, punti non vitali), mentre nelle razze che lavorano con gli ovini si è ottenuta l'inibizione al morso. Gli straordinari pastori scozzesi riescono a gestire il gregge con una forma di "dominanza" che esercitano con lo sguardo (eye), accompagnato da una postura a testa e coda abbassate, ed una camminata furtiva: in altre parole un vero e proprio comportamento predatorio
Le qualità di docilità e addestrabilità dei cani da pastore, effetto di una opportuna selezione operata nel corso di millenni dall'uomo, risultano utilissime in molti campi dell'utilizzo "moderno" del cane, anche grazie a relativamente recenti lavori di selezione ed incrocio. È questo il caso del notissimo cane da pastore tedesco (o cane lupo), in realtà creato nella forma attuale alla fine dell'Ottocento dal barone Max von Stephanitz, che utilizzò diverse varietà regionali di pastori-conduttori presenti sul territorio tedesco, allo scopo di ottenere un versatile e affidabile cane da lavoro. Diversa la scelta operata dai selezionatori del pastore belga, che hanno mantenuto e valorizzato le qualità peculiari delle diverse varietà (Tervueren, Groenendael, Laekenois e Malinois), ottenendo cani con diverse attitudini, più adatte al ruolo di "cane di casa", da compagnia e da esposizione le prime tre, eccezionale cane da lavoro (soccorso, cane guida) e da gara (brevetti IPO, Mondioring) il Malinois.